# Доходный дом Сюзора
Доходный дом Сюзора (дом Яковлева) — памятник архитектуры. Расположен в Санкт-Петербурге, современный адрес дома — Волховский переулок, 3.
Рядом с участком располагался Биржевой (Сибирский) двор, основанный Саввой Яковлевичем Яковлевым и принадлежал к началу XIX века А. А. Жадимировской. Алексей Иванович, внук Саввы Яковлева, в 1818 году выкупил участок с построенным на нём домом и к 1821 году расширил его, увеличив в объёме со стороны двора и оформив фасад. В доме была сделана декоративная отделка; его большая гостина была отделана жёлтым искусственным мрамором и украшена лепным фризом и крупным орнаментальным карнизом. На падуге были кессоны с розетками. На потолке была круглая полихромная роспись, Деметра и Дионис с амурами, сидящие на запряженной быками колеснице, напротив плафона, на полу, была паркетная звезда. У дверей были сделаны различные наличники и сандрики, в простенках окон стояли зеркала на резных консолях с мраморными инкрустированными столешницами.
После смерти Алексея Ивановича в 1849 году дом получил в наследство его сын Иван, с 1872 года до 1917 года им владел П. Ю. Сюзор. Во время Первой мировой и гражданской войны в доме был госпиталь, далее — воинская часть. С 1923—1924 года и до 1928 года дом занимало общество «Старый Петербург», разместившее в нём Музей отживающего культа. Музей существовал за счёт сдачи в аренду квартир во флигелях, между домом 1 и домом 3 был пробит проём. С 1935 года дом занимал Институт цементов АН СССР, в 1938 году из-за протечки водопровода были утрачены два живописных плафона, пострадала и прочая отделка.
Архитектор — вероятнее всего, регулярно строивший для Яковлевых А. И. Мельников.
Дом двухэтажный, на высоком цоколе. Фасад оформлен в стиле позднего классицизма, без применения колонн и пилястр (безордерный классицизм). На уровне цокольного этажа стены рустованы и прорезаны низкими прямоугольными окнами. Семь центральных осей выделены наличниками на окнах верхнего этажа, завершены аттиком. Нижний этаж создан для складов, на первом этаже находилась контора Яковлевых, на втором были жилые и парадные помещения.
Сохранилась мраморная облицовка (искусственный мрамор), роспись потолков, лепные карнизы, дверные наличники. Авторы росписи неизвестны, но предположительно — А. Виги и П. Скотти. В 1948—1949 годах прошло восстановление живописных плафонов Большой жёлтой и Зелёной гостиных, а 1955 году были восстановлены плафоны Розовой гостиной. В 1960-е годы были обновлены печи и камины, при усилении перекрытий проведена ещё одна реставрация Большой жёлтой гостиной. В 1930 году Русский музей передал резную люстру, которая была при этой реставрации обмеряна В. Н. Вороновой.
С мая 1996 года дом передан Высшей школе менеджмента СПбГУ, на 2005 год парадные залы подготавливались к комплексной реставрации.